# نهر راسيل
نهر راسيل

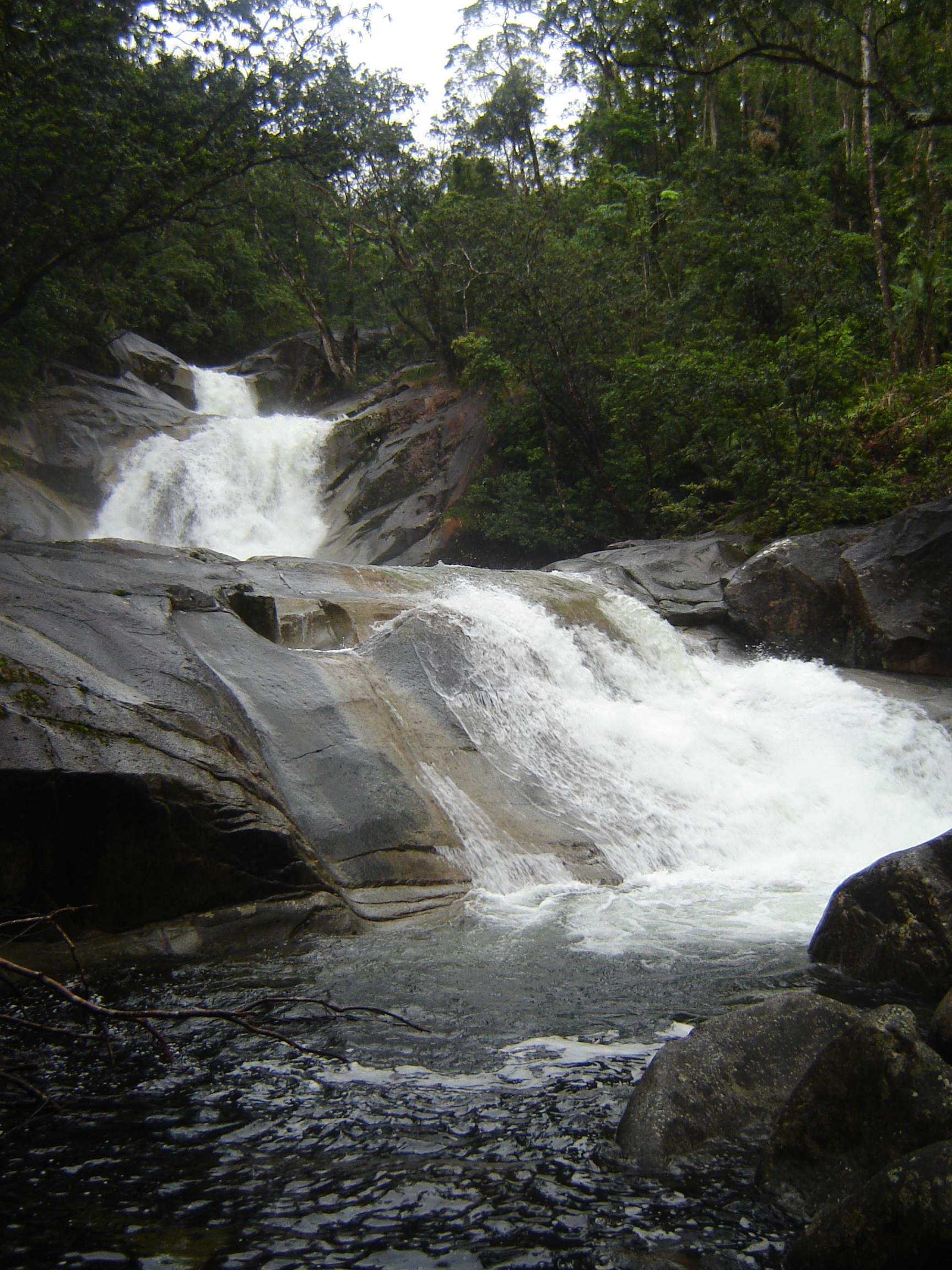
شلالات جوزفين

نهر راسيل بالإنجليزية (Russell River): هو نهر قصير يمر إلى الشرق من بلدة بابينداBabinda في أقصى شمال كوينزلاند بأستراليا, النهر ينبع من أعلى جبل في كوينزلاند جبل بارتل فرير Bartle Frere في حديقة ورونوران Wooroonooran الوطنية, مساحة حوض النهر 668 كم2.
يتدفق النهر شمالاً نحو بحر كورال, بعد أن ينضم إلى نهر مولغريف Mulgrave, مياه النهر تستخدم لري زراعة قصب السكر التي تنتشر في الساحلية المحيطة بمناطق النهر السفلى, تقع شلالات جوزفين Josephine على نهير جوزفين والذي هو أحد روافد نهر راسيل.
مترجم من Russell River